# Дубайский метрополитен
Дубайский метрополитен (араб. مترو دبي‎— Митру́ Дуба́й) — линии метрополитена в городе Дубай (ОАЭ).
Ведётся строительство других линий, достраиваются станции существующей линии. Электропоезда метро функционируют в полностью автоматическом режиме без машинистов, в связи с чем каждая станция оснащена платформенными раздвижными дверьми. Температура воздуха на всех станциях, переходах и в поездах поддерживается на уровне 20 °C. Станции оборудованы эскалаторами, переходы — траволаторами. Пути проходят по эстакадам, а в центре города — под землёй.
Система подачи электроэнергии основана на технологии контактного рельса, когда питание подаётся на непрерывный проводник сбоку от полотна или между рельсами. Большая часть станций надземная, на эстакаде, есть и небольшой подземный участок с несколькими станциями.
На каждой станции дежурит несколько полицейских.
Дубайское метро управляется компанией Dubai Road и транспортными учреждениями ОАЭ. В 2009 году завершилось строительство первой стадии проекта.

## История
Планы по строительству начались с директивы Дубайского Правителя, Шейха Мохаммеда ибн Рашида аль-Мактума, который планировал привлечь реализацией разных проектов 15 миллионов туристов в год к 2010 году. Директива также связана с быстро растущим населением города, которое, согласно прогнозам, должно было достигнуть 3 миллионов к 2017 году, и загруженными автомобильными дорогами в городе. Всё это вынудило строить метрополитен для увеличения вместимости общественного транспорта, разгрузки дорог и обеспечения инфраструктуры для дальнейшего развития города.
В июле 2005 года консорциум Dubai Rapid Link (DURL), предложив план и конструкцию метрополитена, выиграл тендер на строительство.

### Строительство
Первая стадия проекта строится консорциумом Dubai Rapid Link (DURL), состоящим из таких японских компаний, как Mitsubishi Heavy Industries, Mitsubishi Corporation, Obayashi Corporation, Kajima Corporation и турецкой компании Yapi Merkezi.
Официально работы начались с установки эстакад и прокладки рельсов.
Первая стадия проекта обошлась в 4,2 миллиарда долларов США. 52 километра Красной линии завершены в мае 2009 года, открыты в сентябре. В 2010 году на линии открывались пропущенные промежуточные станции. Вторая очередь проекта (Зелёная линия) пущена в эксплуатацию в сентябре 2011 года.

### Открытие
Метрополитен открылся 9 сентября 2009 года в 9 часов 9 минут и 9 секунд, Красной линией с десятью станциями: Рашидия, Терминал 3 Аэропорта, Дейра Сити Центр, Аль Ригга, Юнион, Бурджуман, Аль-Джафилия, Финансовый центр, Молл Эмиратов, Бухта и Башни «Нахиль». 4 января 2010 года в связи с открытием самого высокого здания в мире — Бурдж-Халифа, открылась и одноимённая станция возле него (между Финансовым центром и Моллом Эмиратов). 30 апреля 2010 года — открыты ещё семь станций Красной линии — Эмирейтс, Терминал 1 Аэропорта, Аль Карама, Башни Эмиратов, Дубайский Интернет-Сити, Дубай Марина и Ибн Баттута. Ещё три станции открыты 15 мая 2010 года. 15 октября 2010 года открылись ещё 5 станций первой линии.
Метро Дубая стало третьим по счёту на Ближнем Востоке. Стамбульский тюнель (тур. Tünel) — старинная карликовая линия метро (открыта в 1875 году), первый метрополитен в регионе. Если считать Египет частью Ближнего Востока, то необходимо упомянуть и открытие Каирского метрополитена в 1987 году. В 1999 году появился Тегеранский метрополитен.

### Ввод в эксплуатацию
Красная линия:  
- 09.09.2009г был открыт первый участок от станции "Rashidiya" до станции "Jabal Ali".
- 04.01.2010г. на действующем участке была открыта станция "Burj Khalifa/Dubai Mall".
- 30.04.2010г. был открыт участок от станции "Jabal Ali" до станции "Ibn Battuta". Тогда же на действующем участке были открыты станции "Subha Realty", "Dubai Internet City", "Emirates Towers", "ADCB", "Airport Terminal 1", "Emirates".
- 15.05.2010г. на действующем участке были открыты станции "GGICO", "World Trade Centre", "Noor Bank".
- 15.10.2010г. на действующем участке были открыты станции "DMCC", "Al Khail", "Equiti", "Business Bay".
- 11.03.2011г. был открыт участок от станции "IbnBattuta" до станции "UAE Exchange".
- 12.11.2012г. на действующем участке была открыта станция "Danube".
- 30.09.2013г. на действующем участке была открыта станция "Energy".
- 01.01.2021г. было открыто ответвление "Route 2020" от станции "Jabal Ali" до станции "Al Furjan".
- 01.06.2021г. ответвление было продлено от станции "Al Furjan" до станции "EXPO 2020". После этого поезда от станции "Rashidiya" стали ходить до станции "EXPO 2020", а на участке "Jabal Ali" - "UAE Exchange" было введено автономное движение поездов.
- 01.09.2021г. на действующем участке были открыты станции "Jumeirah" и  "Golf Estates". На участке "Rashidiya" - "UAE Exchange" длина линии составляет 52,1 км. из которых 4,7км. подземный участок. Длина участка "Route 2020" составляет 13,4км. Всего на линии расположено 35 станций из которых 6 подземные.

Зелёная линия: 23-километровая линия из которых 7,9 км подземный участок, с 20 станциями из которых 8 подземные.
- 09.09.2011г. был открыт участок от станции "Etisalat" до станции "Dubai health care city".
- 01.03.2014г.  линия была продлена от станции "Dubai health care city" до станции "Creek".
- 15.10.2010г. на действующем участке была открыта станция "Sharaf DG".

## Конструкция

### Подвижной состав
Всего планируется построить четыре линии, на которых будут курсировать 99 пятивагонных составов. Длина каждого состава 75 метров, по 40 сидячих мест в каждом вагоне. Производитель подвижного состава — японская фирма Kinki Sharyo. Составы работают в автоматическом режиме, возможен также переход на ручной режим при помощи скрытой в головном вагоне панели.
Состав поделён на три секции:
- Секция «золотого» класса для пассажиров, купивших золотой проездной билет. В данной половине вагона обычно мало людей и есть сидячие места. При движении состава в сторону «Jebel Ali» пассажиры обозревают ландшафт так, как машинист в обычных поездах, то есть пассажиры находятся в головном вагоне. Проезд данного класса стоит в 2 раза дороже обычного.
- Секция (половина вагона) исключительно для женщин (тех, кто по каким-либо убеждениям предпочитает ездить отдельно) и детей; Проезд для детей до 5 лет и с ростом менее 90 см — бесплатен.
- Обычные места (80 % состава).

Проектная вместимость состава из 5 вагонов — 643 человека. Максимальная скорость — 110 км/ч, средняя скорость от 32 км/ч до 42 км/ч.
Станции объявляются мужским голосом на арабском и английском языках, а также с помощью бегущей строки светодиодного табло.

### Линии
- Красная открылась 9 сентября 2009 года
- Зелёная открылась 9 сентября 2011 года.

### Станции

#### Красная линия
- Centrepoint (до 4 августа 2021 Rashidiya) - конечная
- Emirates
- Airport Terminal 3
- Airport Terminal 1
- GGICO
- Deira City Centre
- Al Rigga
- Union - пересадка на Зелёную линию
- Bur Juman (до 12 декабря 2021 Khalid bin Al Waleed) - пересадка на Зелёную линию
- ADCB (до 15 сентября 2014 Al Karama)
- max
- World Trade Centre
- Emirates Towers
- Financial Centre
- Burj Khalifa / Dubai Mall
- Business Bay
- Onpassive (до 11 января 2023 Al Safa, предыдущие названия - Noor Bank, Noor Islamic Bank, Al Quoz)
- Equiti (до 18 апреля 2022 Umm Al Sheif, предыдущие названия - First Abu Dhabi Bank, First Gulf Bank)
- Mall of the Emirates
- Mashreq (до 18 мая 2020 Sharaf DG)
- Dubai Internet City
- Al Khail (до 25 ноября 2020 Nakheel)
- Sobha Realty (до 9 августа 2021 Dubai Marina, предыдущие названия - Damac Properties, Dubai Marina)
- DMCC (до 13 августа 2018 Jumeirah Lakes Towers)
- Jabal Ali (до 18 мая 2020 Nakheel Harbor and Tower)
- Ibn Battuta
- Energy
- Danube (до 12 ноября 2012 Jebel Ali Industrial)
- UAE Exchange (до 28 июня 2015 Jebel Ali)

#### Зелёная линия
- Etisalat (конечная)
- Al Qusais
- Dubai Airport Free Zone
- Al Nahda
- Stadium
- Al Quiadah
- Abu Hail
- Abu Baker Al Siddique
- Salah Al Din
- Union (пересадка на Красную линию)
- Baniyas Square
- Palm Deira
- Al Ras
- Al Ghubaiba
- Al Fahidi
- Bur Juman (пересадка на Красную линию)
- Oud Metha
- Dubai Healthcare City
- Al Jadaf
- Creek (конечная)

## Эксплуатация

### Оплата проезда
В метро Дубая действует зонная система оплаты проезда. Цена поездки зависит от дальности поездки. В метро в качестве билетов используется «nol Card», счёт на которых можно пополнять либо в автоматах оплаты, либо через кассы. Проверка билета осуществляется при проходе через турникеты как на входе в метро, так и на выходе. Тарифы метрополитена интегрированы в общую тарифную систему городского общественного транспорта Дубая. Минимальная стоимость проезда в 2023 году составляет 3 дирхама, максимальная - 7,5 дирхам.

### Правила
В дубайском метро запрещено есть и пить как в поездах, так и на станциях. Штраф за это — 100 дирхамов. Запрещено жевать жвачку (штраф 50 дирхамов), а также спать, курить, перевозить животных, велосипеды и алкогольные напитки. Штраф за неуместное использование стоп-крана составляет 2000 дирхамов (545 USD). Есть также штраф за неуместное использование аварийной остановки эскалатора.

### Пассажиропоток
Департамент общественного транспорта Дубая предполагал, что полностью достроенный метрополитен будет перевозить в среднем 1,2 миллиона пассажиров в день, 27 000 пассажиров в час будет перевозиться каждой линией. Полностью загруженные Красная и Зелёная ветки смогут перевозить 355 миллионов пассажиров в год.
За 2009 год метро перевезло 7 млн пассажиров. за 8 лет (2009-2017) перевезён миллиард пассажиров. В 2022 году пассажиропоток составил 225 142 444 человека, в том числе по красной линии — 152 568 769, по зелёной — 72 573 675.

## Перспективы
Полностью построенное Дубайское метро будет иметь длину 421 километр и 197 станций (включая 9 подземных). Средняя скорость движения составит 45 км/ч. Предполагается, что метро будет осуществлять 12 % всех пассажирских перевозок города.
- Голубая линия: 47-километровая линия вдоль Эмиратской Дороги. Точный маршрут к настоящему времени неизвестен[8].
- Пурпурная линия: 49-километровая линия вдоль дороги Al Khail. Планируется как экспресс между Международным аэропортом Дубая и Международным аэропортом Аль-Мактум[9].